# 出羽鳳太一
出羽鳳 太一（でわおおとり たいち、1985年11月22日 - ）は、大阪市東住吉区出身で出羽海部屋所属の元大相撲力士。本名は松本 太一（まつもと たいち）、現役時代の体格は身長186cm、体重161kg。得意手は右四つ、寄り。最高位は西十両10枚目（2006年7月場所）、血液型はO型。

## 来歴
小学校時代に通っていた相撲道場では出羽海部屋OBである人物から相撲を習っていた。高知県の明徳義塾高校相撲部出身で、2003年には高校横綱になった実績がある。幼少期より大阪場所の開催期間中は出羽の海部屋関係者の元へ遊びに行くことが多かったとのことであり、こうしたことから予てより角界入りの意思を持っていた。2004年3月場所初土俵を踏んだ。初土俵から負け越し知らずで幕下まで昇進した。1度は跳ね返されたものの2005年後半から幕下上位に定着し、西8枚目まで番付を上げた2006年1月場所では幕下唯一の6連勝として、幕下優勝と待望の新十両を懸けた一番を、同じく十両昇進（復帰）の懸かる筆頭（東）で3勝3敗の元十両北勝岩に挑んだが、立合いで遅れたところを一気に押し出されて完敗、幕下優勝と十両昇進の夢は潰えた。幕下の優勝争いは、全勝の出羽鳳が敗れたことで1敗力士7人による優勝決定戦に縺れ込み、出羽鳳は1回戦で把瑠都に敗れて十両昇進ばかりか優勝も逃した（優勝は把瑠都）。
翌3月場所は自己最高位の東幕下筆頭で4勝3敗と勝ち越し、3月29日の番付編成会議で翌5月場所の新十両が決定した。その場所は東十両12枚目で8勝7敗と勝ち越し、翌7月場所は自己最高位の西十両10枚目まで番付を上げたが、初日勝った後7連敗し、10日目に負け越し決定。しかし、その後は巻き返し6勝9敗だった。だが、翌9月場所は初日から5連敗、7日目からも7連敗するなど、2勝13敗と不調を極め、幕下に陥落した。
その後も不振が続き、2008年3月場所では三段目に陥落した。1場所で幕下に復帰するも不戦勝含めて2勝5敗の負け越しに終わり、7月場所で再び三段目に陥落、その場所は2勝5敗と三段目で初めての負け越しとなった。9月場所は4勝3敗と何とか勝ち越したが、11月場所は1勝6敗と大敗してしまった。翌2009年1月場所は三段目陥落後最低となる西三段目49枚目で迎えたが、6勝1敗の好成績で終え幕下に復帰すると、3月場所も6勝1敗の好成績を挙げた。以降は幕下に定着していたが、2010年9月場所で初日勝利後に休場して三段目に陥落し、次の11月場所も2連敗して途中休場して更に地位を下げた。2011年に入り三段目と幕下の往復が続いた。しかし、2012年1月場所は不戦敗含めて3連敗し自身3度目となる途中休場となった。この頃には糖尿病のため体重は全盛期の171kgから大幅に落ち、さらには内服薬の副作用か頭髪も薄くなっていた。その後も幕下中位から三段目上位での土俵が続いていたが、2017年5月場所を4勝3敗と勝ち越したのが最後の土俵となり、翌7月場所を全休して場所後の8月9日付で引退届を提出、同月10日に正式に引退が発表された。ただし、9月場所の番付には名前が残っている。

## 主な成績
- 通算成績：285勝259敗33休 勝率.524
- 十両成績：16勝29敗 勝率.356
- 現役在位：80場所
- 十両在位：3場所
- 各段優勝
  - 序ノ口優勝：1回（2004年5月場所）

### 場所別成績
| | 一月場所 初場所（東京） | 三月場所 春場所（大阪） | 五月場所 夏場所（東京） | 七月場所 名古屋場所（愛知） | 九月場所 秋場所（東京） | 十一月場所 九州場所（福岡） |
| --- | ----------------------- | ----------------------- | ----------------------- | --------------------------- | ----------------------- | --------------------------- |
| 2004年 （平成16年） | x                       | （前相撲）              | 東序ノ口14枚目 優勝 7–0 | 東序二段21枚目 6–1          | 東三段目59枚目 6–1      | 西三段目6枚目 6–1           |
| 2005年 （平成17年） | 東幕下32枚目 3–4        | 東幕下42枚目 4–3        | 西幕下33枚目 6–1        | 西幕下13枚目 4–3            | 西幕下10枚目 3–4        | 東幕下17枚目 5–2            |
| 2006年 （平成18年） | 西幕下8枚目 6–1         | 東幕下筆頭 4–3          | 東十両12枚目 8–7        | 西十両10枚目 6–9            | 東十両14枚目 2–13       | 東幕下10枚目 2–5            |
| 2007年 （平成19年） | 西幕下20枚目 5–2        | 西幕下12枚目 3–4        | 東幕下19枚目 3–4        | 西幕下25枚目 4–3            | 西幕下21枚目 5–2        | 西幕下14枚目 2–5            |
| 2008年 （平成20年） | 東幕下32枚目 1–6        | 東三段目筆頭 5–2        | 東幕下40枚目 2–5        | 東三段目筆頭 2–5            | 東三段目23枚目 4–3      | 東三段目9枚目 1–6           |
| 2009年 （平成21年） | 西三段目49枚目 6–1      | 東幕下60枚目 6–1        | 西幕下27枚目 4–3        | 西幕下21枚目 4–3            | 西幕下17枚目 3–4        | 西幕下23枚目 2–5            |
| 2010年 （平成22年） | 西幕下38枚目 4–3        | 西幕下33枚目 4–3        | 西幕下26枚目 2–5        | 東幕下46枚目 4–3            | 西幕下36枚目 1–0–6      | 東三段目6枚目 0–2–5         |
| 2011年 （平成23年） | 西三段目56枚目 5–2      | 八百長問題 により中止   | 西三段目26枚目 3–4      | 西三段目28枚目 6–1          | 西幕下44枚目 1–6        | 西三段目15枚目 5–2          |
| 2012年 （平成24年） | 西幕下57枚目 0–3–4      | 西三段目35枚目 4–3      | 西三段目22枚目 6–1      | 東幕下43枚目 5–2            | 東幕下30枚目 4–3        | 東幕下24枚目 3–4            |
| 2013年 （平成25年） | 西幕下29枚目 3–4        | 西幕下44枚目 5–2        | 西幕下26枚目 4–3        | 西幕下21枚目 3–4            | 東幕下29枚目 4–3        | 西幕下22枚目 0–3–4          |
| 2014年 （平成26年） | 西幕下57枚目 休場 0–0–7 | 東三段目38枚目 4–3      | 西三段目24枚目 5–2      | 西幕下59枚目 4–3            | 東幕下50枚目 4–3        | 西幕下40枚目 4–3            |
| 2015年 （平成27年） | 西幕下32枚目 1–6        | 西三段目2枚目 4–3       | 東幕下51枚目 4–3        | 西幕下40枚目 4–3            | 西幕下34枚目 3–4        | 西幕下44枚目 5–2            |
| 2016年 （平成28年） | 西幕下27枚目 3–4        | 西幕下35枚目 1–6        | 東三段目6枚目 3–4       | 西三段目15枚目 3–4          | 東三段目33枚目 6–1      | 西幕下49枚目 5–2            |
| 2017年 （平成29年） | 西幕下33枚目 3–4        | 西幕下45枚目 0–7        | 西三段目20枚目 4–3      | 西三段目10枚目 休場 0–0–7   | 西三段目70枚目 引退 –   | x                           |
| 各欄の数字は、「勝ち-負け-休場」を示す。 優勝 引退 休場 十両 幕下 三賞：敢=敢闘賞、殊=殊勲賞、技=技能賞 その他：★=金星 番付階級：幕内 - 十両 - 幕下 - 三段目 - 序二段 - 序ノ口 幕内序列：横綱 - 大関 - 関脇 - 小結 - 前頭（「#数字」は各位内の序列） |                         |                         |                         |                             |                         |                             |

## 改名歴
- 松本 太一（まつもと たいち）2004年3月場所
- 出羽鳳 太一（でわおおとり－）2004年5月場所 - 2017年9月場所